# Девід Ізонритеї
Девід Ізонритеї (англ. David Izonritei; 29 квітня 1968, Лагос) — нігерійський професійний боксер, який виступав на професійному рингу під ім'ям Девід Ізон (або ж Девід Айзон) (англ. David Izon), призер Олімпійських ігор.

## Аматорська кар'єра
1991 року переміг на Всеафриканських іграх. На чемпіонаті світу 1991 програв у першому бою Арнольду Вандерліде (Нідерланди).
На Олімпійських іграх 1992 завоював срібну медаль.
- В 1/8 фіналу переміг Мортеза Ширі (Іран) — RSC 3
- У чвертьфіналі переміг Кірка Джонсона (Канада) — 9-5
- У півфіналі переміг Девіда Туа (Нова Зеландія) — 12-7
- У фіналі програв Феліксу Савону (Куба) — 1-14

## Професіональна кар'єра
1993 року перейшов до професійного боксу і впродовж 1993—1995 років здобув вісімнадцять перемог поспіль.
15 березня 1996 року зазнав першої поразки за очками від Морріса Гарріса. В наступному бою 21 грудня 1996 року в бою за титул WBC International у важкій вазі зустрівся зі своїм суперником по Олімпіаді 1992 непереможним Девідом Туа і програв технічним нокаутом у дванадцятому раунді.
17 січня 1998 року зазнав третьої поразки від непереможного Майкла Гранта.
Після поразки від Гранта Ізон здобув сім перемог поспіль, а потім зазнав трьох поразок від Фреса Окендо (Пуерто-Рико), Джо Месі (США) і Ел Коула (США), після чого завершив кар'єру.